# Death from Above 1979
Death from Above (ou DFA) é uma dupla canadense de noise rock/stoner rock/eletrônico. A banda é formada por Jesse F. Keeler no baixo/sintetizador e Sebastien Grainger nos vocais e na bateria. Fazem uma mistura de música pesada e dançante.
Jesse F. Keeler também atua com o seu projeto de música eletrônica, MSTRKRFT (Mastercraft) junto com o produtor Al-P. Sebastien Grainger trabalha com seu projeto de eletrônico, Girl On Girl (que chegou a remixar o DFA no álbum Romance Bloody Romance).

## Início
Eles assinaram com a gravadora Last Gang Records na sua terra natal, Vice Records nos EUA e 679 Recordings na Grã-Bretanha.
A banda originalmente chamava simplesmente 'Death from Above', nome que aparece no primeiro lançamento da banda, o EP
Heads Up!, mas devido a problemas com o selo de James Murphy (LCD Soundsystem), eles acrescentaram o 1979 (que é o ano de nascimento de Sebastien) porém em 2017 anunciaram que voltariam a usar o nome original.
Embora os membros da banda já houvessem dito que conheceram-se em um show do Sonic Youth, eles às vezes costumavam fazer piadas como clamar que conheceram-se na prisão, em um navio pirata, em um bar gay, levando alguns fãs e jornalistas a acreditarem nesses rumores. Uma vez chegaram a contar que viviam em uma casa funerária. Em 2005, o videoclipe Romantic Rights ganhou vários prêmios na mídia musical e televisiva no Canadá.
No dia 3 de agosto de 2006, Keeler via site oficial da banda declara o fim da banda.

## O Retorno
Em 2011, após cinco anos de afastamento, foi anunciado o retorno do duo em seu site oficial, através de um comunicado escrito por Sebastien Grainger:
"Já passaram 5 anos desde a última vez que o Death From Above 1979 tocaram ao vivo. 10 anos desde que Jesse me apresentou as primeiras demos e 11 desde que nos sentamos no porão dos pais dele e tocamos tão alto que arrancamos a porcelana das prateleiras no andar de cima.
Portanto, porque não dizer que sim? Porque não dizer que sim ao Coachella? Porque não dizer que sim quando nos pedem para tocar música que nós consideramos ser, sem sombra para dúvidas, uma fonte de poder?
O Jesse e eu decidimos que o que nós podemos fazer juntos não deve ser negado. Juntos novamente, como foi sempre nossa intenção, para colaborar. A colisão de dois mundos diferentes. Enquanto isto toma forma, vamos revelando o que se passa"

## Integrantes
- Jesse F. Keeler - baixo e sintetizador
- Sebastien Grainger -vocal e bateria

## Discografia

### Álbuns de estúdio
- You're a Woman, I'm a Machine (2004)
- Romance Bloody Romance [Remixes & B-sides] (2005)
- The Physical World (2014)
- Outrage! Is Now (2017)
- Is 4 Lovers (2021)

### EPs
- Heads Up! (2002)
- Romantic Rights (2004)

### Singles
- Romantic Rights (2004)
- Blood on Our Hands (2005)
- Black History Month (2005)